# Yuko Arakida
Yuko Arakida (荒木田裕子, Arakida Yuko), née le 14 février 1954 à Tazawako (en) (Japon) et morte le 16 septembre 2024, est une joueuse de volley-ball japonaise active dans les années 1970.
Elle fait partie de la sélection nationale japonaise sacrée championne olympique aux Jeux d'été de 1976 à Montréal.
Après sa retraite sportive en 1978, elle entre au Kyoritsu Women’s University et travail dans le département des Relations Internationales de l’Association de Volleyball du Japon sous le directeur Yasutaka Matsudaira. Elle devient ensuite coach en Suisse pour le comité olympique japonais.
Elle a été reconnu comme étant une administratrice et dirigeante sportive éminente et charismatique pour l’OCA.

## Palmarès
- Jeux olympiques (1)
  - Vainqueur : 1976

- Championnat du monde (1)
  - Vainqueur : 1974

- Coupe du monde (1)
  - Vainqueur : 1977